# Нове Рибе
Нове Рибе (пол. Nowe Rybie) — село в Польщі, у гміні Ліманова Лімановського повіту Малопольського воєводства.
Населення — 720 осіб (2011).
У 1975-1998 роках село належало до Новосондецького воєводства.

## Демографія
Демографічна структура станом на 31 березня 2011 року:
|          | Загалом | Допрацездатний вік | Працездатний вік | Постпрацездатний вік |
| -------- | ------- | ------------------ | ---------------- | -------------------- |
| Чоловіки | 384     | 112                | 241              | 31                   |
| Жінки    | 336     | 90                 | 183              | 63                   |
| Разом    | 720     | 202                | 424              | 94                   |